# Golden (Misuri)
Golden es un lugar designado por el censo (en inglés, census-designated place, CDP) situado en el condado de Barry, Misuri, Estados Unidos. Según el censo de 2020, tiene una población de 275 habitantes.

## Geografía
La localidad está ubicada en las coordenadas 36°32′14″N 93°39′37″O / 36.53722, -93.66028 (36.53713, -93.660407). Según la Oficina del Censo, tiene una superficie total de 14.81 km², de los cuales 13.80 km² corresponden a tierra firme y 1.01 km² están cubiertos de agua.

## Demografía
Según el censo de 2020, hay 275 personas residiendo en la localidad. La densidad de población es de 19.93 hab./km². El 91.3% de los habitantes son blancos, el 0.4% es amerindio, el 0.7% son asiáticos, el 0.4% es de otra raza y el 7.3% son de una mezcla de razas. Del total de la población, el 0.7% son hispanos o latinos de cualquier raza.